# Sydamerikanska mästerskapet i fotboll 1937
Sydamerikanska mästerskapet i fotboll 1937 spelades i Buenos Aires, Argentina 27 december 1936-1 februari 1937.
Deltog gjorde Argentina, Brasilien, Chile, Paraguay, Peru och Uruguay vilket innebar att för första gången deltog mer än fem lag.
Bolivia och Colombia, de senare CONMEBOL-medlemmar sedan 1936, drog sig ur.

## Domare
Fem domare från fyra förbund dömde matcherna i mästerskapet. Aníbal Tejada från Uruguay var den ende domaren som tidigare hade dömt i mästerskapet; 1926 och 1929
- José Macías (Argentina)
- Virgílio Antônio Fedrighi (Brasilien)
- Alfredo Vargas (Chile)
- Luis Alberto Mirabal (Uruguay)
- Aníbal Tejada (Uruguay)

## Matcher
Lagen spelade i en serie där alla mötte alla, där vinst gav två poäng, oavgjort en och förlust noll.
| Nr | Lag       | S | V | O | F | GM | IM | MS | P |
| -- | --------- | - | - | - | - | -- | -- | -- | - |
| 1  | Argentina | 5 | 4 | 0 | 1 | 12 | 5  | +7 | 8 |
| 2  | Brasilien | 5 | 4 | 0 | 1 | 17 | 9  | +8 | 8 |
| 3  | Uruguay   | 5 | 2 | 0 | 3 | 11 | 14 | −3 | 4 |
| 4  | Paraguay  | 5 | 2 | 0 | 3 | 8  | 16 | −8 | 4 |
| 5  | Chile     | 5 | 1 | 1 | 3 | 12 | 13 | −1 | 3 |
| 6  | Peru      | 5 | 1 | 1 | 3 | 7  | 10 | −3 | 3 |

|  | 27 december 1936 | Brasilien                            | 3 – 2   | Peru                            | Estadio Gasómetro, Buenos Aires               |                                               |
|  |                  | Roberto 7′ Afonsinho 30′ Niginho 57′ | (2 – 0) | T. Fernández 55′ Villanueva 58′ | Publik: 20 000 Domare: Alfredo Vargas (Chile) | Publik: 20 000 Domare: Alfredo Vargas (Chile) |
|  |                  |                                      |         |                                 | Publik: 20 000 Domare: Alfredo Vargas (Chile) | Publik: 20 000 Domare: Alfredo Vargas (Chile) |
|  |                  |                                      |         |                                 | Publik: 20 000 Domare: Alfredo Vargas (Chile) | Publik: 20 000 Domare: Alfredo Vargas (Chile) |

|  | 30 december 1936 | Argentina        | 2 – 1   | Chile    | Estadio Gasómetro, Buenos Aires                |                                                |
|  |                  | Varallo 30′, 43′ | (2 – 0) | Toro 73′ | Publik: 35 000 Domare: Aníbal Tejada (Uruguay) | Publik: 35 000 Domare: Aníbal Tejada (Uruguay) |
|  |                  |                  |         |          | Publik: 35 000 Domare: Aníbal Tejada (Uruguay) | Publik: 35 000 Domare: Aníbal Tejada (Uruguay) |
|  |                  |                  |         |          | Publik: 35 000 Domare: Aníbal Tejada (Uruguay) | Publik: 35 000 Domare: Aníbal Tejada (Uruguay) |

|  | 2 januari 1937 | Paraguay                                           | 4 – 2   | Uruguay         | Estadio Gasómetro, Buenos Aires                              |                                                              |
|  |                | A. Ortega 9′, 79′ A. González 35′ Erico 38′ (str.) | (3 – 2) | Varela 16′, 28′ | Publik: 35 000 Domare: Virgílio Antônio Fedrighi (Brasilien) | Publik: 35 000 Domare: Virgílio Antônio Fedrighi (Brasilien) |
|  |                |                                                    |         |                 | Publik: 35 000 Domare: Virgílio Antônio Fedrighi (Brasilien) | Publik: 35 000 Domare: Virgílio Antônio Fedrighi (Brasilien) |
|  |                |                                                    |         |                 | Publik: 35 000 Domare: Virgílio Antônio Fedrighi (Brasilien) | Publik: 35 000 Domare: Virgílio Antônio Fedrighi (Brasilien) |

|  | 3 januari 1937 | Brasilien                                                       | 6 – 4   | Chile                                  | Estadio Camilo Cichero, Buenos Aires           |                                                |
|  |                | Patesko 2′, 26′ Carvalho Leite 6′ Luizinho 35′, 40′ Roberto 68′ | (5 – 3) | Avendaño 19′ Toro 25′, 73′ Riveros 40′ | Publik: 20 000 Domare: José Macías (Argentina) | Publik: 20 000 Domare: José Macías (Argentina) |
|  |                |                                                                 |         |                                        | Publik: 20 000 Domare: José Macías (Argentina) | Publik: 20 000 Domare: José Macías (Argentina) |
|  |                |                                                                 |         |                                        | Publik: 20 000 Domare: José Macías (Argentina) | Publik: 20 000 Domare: José Macías (Argentina) |

|  | 6 januari 1937 | Uruguay                               | 4 – 2   | Peru                            | Estadio Gasómetro, Buenos Aires                |                                                |
|  |                | Camaití 16′ Varela 31′, 56′ Píriz 79′ | (2 – 2) | T. Fernández 29′ Magallanes 40′ | Publik: 20 000 Domare: Aníbal Tejada (Uruguay) | Publik: 20 000 Domare: Aníbal Tejada (Uruguay) |
|  |                |                                       |         |                                 | Publik: 20 000 Domare: Aníbal Tejada (Uruguay) | Publik: 20 000 Domare: Aníbal Tejada (Uruguay) |
|  |                |                                       |         |                                 | Publik: 20 000 Domare: Aníbal Tejada (Uruguay) | Publik: 20 000 Domare: Aníbal Tejada (Uruguay) |

|  | 9 januari 1937 | Argentina                                             | 6 – 1   | Paraguay        | Estadio Gasómetro, Buenos Aires               |                                               |
|  |                | Scopelli 5′, 54′ García 8′ Zozaya 33′ Zozaya 75′, 82′ | (3 – 0) | A. González 86′ | Publik: 42 000 Domare: Alfredo Vargas (Chile) | Publik: 42 000 Domare: Alfredo Vargas (Chile) |
|  |                |                                                       |         |                 | Publik: 42 000 Domare: Alfredo Vargas (Chile) | Publik: 42 000 Domare: Alfredo Vargas (Chile) |
|  |                |                                                       |         |                 | Publik: 42 000 Domare: Alfredo Vargas (Chile) | Publik: 42 000 Domare: Alfredo Vargas (Chile) |

|  | 10 januari 1937 | Uruguay | 0 – 3   | Chile                       | Estadio Gasómetro, Buenos Aires                                          |                                                                          |
|  |                 |         | (0 – 1) | Toro 17′, 83′ Arancibia 59′ | Publik: 18 000 · Domare: José Macías (Argentina) · Rött kort: Píriz (85) | Publik: 18 000 · Domare: José Macías (Argentina) · Rött kort: Píriz (85) |
|  |                 |         |         |                             | Publik: 18 000 · Domare: José Macías (Argentina) · Rött kort: Píriz (85) | Publik: 18 000 · Domare: José Macías (Argentina) · Rött kort: Píriz (85) |
|  |                 |         |         |                             | Publik: 18 000 · Domare: José Macías (Argentina) · Rött kort: Píriz (85) | Publik: 18 000 · Domare: José Macías (Argentina) · Rött kort: Píriz (85) |

|  | 13 januari 1937 | Brasilien                                             | 5 – 0   | Paraguay | Estadio Gasómetro, Buenos Aires                |                                                |
|  |                 | Patesko 31′, 67′ Luizinho 42′, 51′ Carvalho Leite 59′ | (2 – 0) |          | Publik: 20 000 Domare: José Macías (Argentina) | Publik: 20 000 Domare: José Macías (Argentina) |
|  |                 |                                                       |         |          | Publik: 20 000 Domare: José Macías (Argentina) | Publik: 20 000 Domare: José Macías (Argentina) |
|  |                 |                                                       |         |          | Publik: 20 000 Domare: José Macías (Argentina) | Publik: 20 000 Domare: José Macías (Argentina) |

|  | 16 januari 1937 | Argentina  | 1 – 0   | Peru | Estadio Gasómetro, Buenos Aires                                           |                                                                           |
|  |                 | Zozaya 55′ | (0 – 0) |      | Publik: 40 000 · Domare: Aníbal Tejada (Uruguay) · Rött kort: Sastre (84) | Publik: 40 000 · Domare: Aníbal Tejada (Uruguay) · Rött kort: Sastre (84) |
|  |                 |            |         |      | Publik: 40 000 · Domare: Aníbal Tejada (Uruguay) · Rött kort: Sastre (84) | Publik: 40 000 · Domare: Aníbal Tejada (Uruguay) · Rött kort: Sastre (84) |
|  |                 |            |         |      | Publik: 40 000 · Domare: Aníbal Tejada (Uruguay) · Rött kort: Sastre (84) | Publik: 40 000 · Domare: Aníbal Tejada (Uruguay) · Rött kort: Sastre (84) |

|  | 17 januari 1937 | Paraguay                               | 3 – 2   | Chile        | Estadio Gasómetro, Buenos Aires                |                                                |
|  |                 | Amarilla 5′ Flor 47′ Núñez Velloso 78′ | (1 – 2) | Toro 8′, 32′ | Publik: 12 000 Domare: Aníbal Tejada (Uruguay) | Publik: 12 000 Domare: Aníbal Tejada (Uruguay) |
|  |                 |                                        |         |              | Publik: 12 000 Domare: Aníbal Tejada (Uruguay) | Publik: 12 000 Domare: Aníbal Tejada (Uruguay) |
|  |                 |                                        |         |              | Publik: 12 000 Domare: Aníbal Tejada (Uruguay) | Publik: 12 000 Domare: Aníbal Tejada (Uruguay) |

|  | 19 januari 1937 | Brasilien                                | 3 – 2   | Uruguay                  | Estadio Gasómetro, Buenos Aires                |                                                |
|  |                 | Carvalho Leite 36′ Bahia 72′ Niginho 77′ | (1 – 1) | Villadóniga 1′ Píriz 66′ | Publik: 35 000 Domare: José Macías (Argentina) | Publik: 35 000 Domare: José Macías (Argentina) |
|  |                 |                                          |         |                          | Publik: 35 000 Domare: José Macías (Argentina) | Publik: 35 000 Domare: José Macías (Argentina) |
|  |                 |                                          |         |                          | Publik: 35 000 Domare: José Macías (Argentina) | Publik: 35 000 Domare: José Macías (Argentina) |

|  | 21 januari 1937 | Peru                         | 2 – 2   | Chile                  | Estadio Gasómetro, Buenos Aires               |                                               |
|  |                 | J. Alcalde 1′ J. Alcalde 26′ | (2 – 1) | Torres 16′ Carmona 70′ | Publik: 8 000 Domare: José Macías (Argentina) | Publik: 8 000 Domare: José Macías (Argentina) |
|  |                 |                              |         |                        | Publik: 8 000 Domare: José Macías (Argentina) | Publik: 8 000 Domare: José Macías (Argentina) |
|  |                 |                              |         |                        | Publik: 8 000 Domare: José Macías (Argentina) | Publik: 8 000 Domare: José Macías (Argentina) |

|  | 23 januari 1937 | Argentina              | 2 – 3   | Uruguay                           | Estadio Gasómetro, Buenos Aires               |                                               |
|  |                 | Varallo 63′ Zozaya 68′ | (0 – 1) | Ithurbide 5′ Píriz 51′ Varela 58′ | Publik: 60 000 Domare: Alfredo Vargas (Chile) | Publik: 60 000 Domare: Alfredo Vargas (Chile) |
|  |                 |                        |         |                                   | Publik: 60 000 Domare: Alfredo Vargas (Chile) | Publik: 60 000 Domare: Alfredo Vargas (Chile) |
|  |                 |                        |         |                                   | Publik: 60 000 Domare: Alfredo Vargas (Chile) | Publik: 60 000 Domare: Alfredo Vargas (Chile) |

|  | 24 januari 1937 | Paraguay | 0 – 1   | Peru        | Estadio Monumental, Buenos Aires              |                                               |
|  |                 |          | (0 – 1) | Lavalle 43′ | Publik: 8 000 Domare: Aníbal Tejada (Uruguay) | Publik: 8 000 Domare: Aníbal Tejada (Uruguay) |
|  |                 |          |         |             | Publik: 8 000 Domare: Aníbal Tejada (Uruguay) | Publik: 8 000 Domare: Aníbal Tejada (Uruguay) |
|  |                 |          |         |             | Publik: 8 000 Domare: Aníbal Tejada (Uruguay) | Publik: 8 000 Domare: Aníbal Tejada (Uruguay) |

|  | 30 januari 1937 | Argentina  | 1 – 0   | Brasilien | Estadio Gasómetro, Buenos Aires                |                                                |
|  |                 | García 48′ | (0 – 0) |           | Publik: 65 000 Domare: Aníbal Tejada (Uruguay) | Publik: 65 000 Domare: Aníbal Tejada (Uruguay) |
|  |                 |            |         |           | Publik: 65 000 Domare: Aníbal Tejada (Uruguay) | Publik: 65 000 Domare: Aníbal Tejada (Uruguay) |
|  |                 |            |         |           | Publik: 65 000 Domare: Aníbal Tejada (Uruguay) | Publik: 65 000 Domare: Aníbal Tejada (Uruguay) |

### Playoff
Då Brasilien och Argentina slutade på samma poäng, fick playoff tillämpas.
|  | 1 februari 1937 | Argentina             | 2 – 0 (e.fl.)  | Brasilien | Estadio Gasómetro, Buenos Aires                       |                                                       |
|  |                 | De la Mata 102′, 112′ | (0 – 0, 0 – 0) |           | Publik: 80 000 Domare: Luis Alberto Mirabal (Uruguay) | Publik: 80 000 Domare: Luis Alberto Mirabal (Uruguay) |
|  |                 |                       |                |           | Publik: 80 000 Domare: Luis Alberto Mirabal (Uruguay) | Publik: 80 000 Domare: Luis Alberto Mirabal (Uruguay) |
|  |                 |                       |                |           | Publik: 80 000 Domare: Luis Alberto Mirabal (Uruguay) | Publik: 80 000 Domare: Luis Alberto Mirabal (Uruguay) |

## Skytteligan
7 mål
- Raúl Toro

5 mål
| - Alberto Zozaya | - Severino Varela |  |

4 mål
| - Luizinho | - Patesko |  |

3 mål
| - Francisco Varallo | - Carvalho Leite | - Juan Píriz |  |

2 mål
| - Vicente De la Mata - Enrique García - Alejandro Scopelli | - Niginho - Roberto | - Aurelio González - Amadeo Ortega | - Teodoro Fernández - Jorge Alcalde |

1 mål
| - Afonsinho - Bahia - Manuel Arancibia - José Avendaño | - Arturo Carmona - Guillermo Riveros - Guillermo Torres - Adolfo Erico | - Martín Flor - Raúl Núñez Velloso - Alejandro Villanueva - Adolfo Magallanes | - Jose Maria Lavalle - Adelaido Camaiti - Eduardo Ithurbide - Segundo Villadóniga |